# Channamumba Pura, Shimoga
Channamumba Pura là một làng thuộc tehsil Shimoga, huyện Shimoga, bang Karnataka, Ấn Độ.